# Canton d'Orléans-Bourgogne
Ne doit pas être confondu avec canton d'Orléans-1.
Le canton d'Orléans-Bourgogne est une ancienne division administrative française, située dans le département du Loiret en région Centre-Val de Loire.
Le canton a successivement porté les noms de canton d'Orléans-Est, canton d'Orléans 1er ou canton d'Orléans-I.
Le canton est créé en 1806 au cours du Premier Empire et change d'appellation en 1973 sous la Cinquième République.
Il est supprimé lors du redécoupage de 2015.

## Histoire
Selon le décret impérial du 21 août 1806 intitulé « décret contenant rectification de plusieurs Cantons dont sont composés les Justices de paix du département du Loiret », la ville d'Orléans est redécoupée (deux cantons supplémentaires).
Le canton d'Orléans-1e ou canton d'Orléans-Est est alors créé.
Le redécoupage des arrondissements intervenu en 1926 n'affecte pas le canton d'Orléans-Est, rattaché depuis 1806 à l'arrondissement d'Orléans.
Avec le décret du 23 juillet 1973, le canton d'Orléans-Est prend le nom de canton d'Orléans-Bourgogne (ou Orléans-I).

## Représentation

### Liste des conseillers généraux successifs (1833 à 2015)
| Période                                  | Période      | Identité                    | Étiquette                | Qualité |
| ---------------------------------------- | ------------ | --------------------------- | ------------------------ | --- |
| 10 novembre 1833                         | 1852 (décès) | Germain Nicolas Légier      |                          | Avocat, Conseiller à la Cour royale d'Orléans Adjoint au maire d'Orléans                                                                                            |
| 7 août 1852                              | 1857         | Maximilien Simon Genteur    |                          | Avocat Maire d'Orléans (1854-1856) |
| 1er février 1857                         | 1867         | Jean Cotelle                |                          | Propriétaire Adjoint au maire d'Orléans |
| 11 août 1867                             | 1871 (décès) | Alfred Pereira              | Républicain              | Haut-fonctionnaire Préfet du Loiret (1848-1849 et 1870), ancien conseiller d'arrondissement                                                                         |
| 16 octobre 1871                          | 1892         | Mesmin Florent Bernier      | Républicain              | Notaire Député du Loiret (1876-1889) |
| 7 août 1892                              | 1910         | Édouard Émile Châtelin      | Républicain              | Entrepreneur de travaux publics Président du syndicat des entrepreneurs de travaux publics Président du conseil d'administration du chemin de fer du Blanc à Argent |
| 24 juillet 1910                          | 1940         | Joseph Séjourné (1871-1951) | URD                      | Avocat Conseiller municipal d'Orléans Membre de la Commission administrative départementale (1941-1943) Nommé conseiller départemental en 1943                      |
|                                          |              | Seconde Guerre mondiale     |                          | |
| 1945                                     | 1955 (décès) | Paul Philbée (1896-1955)    | DVD, RPF puis RS         | Commerçant et négociant à Orléans |
| 1955                                     | 1979         | Pierre Pagot                | MRP, CD, DVD puis UDF-PR | Entrepreneur, conseiller municipal d'Orléans Président du conseil général du Loiret (1964-1979)                                                                     |
| 1979                                     | 1992         | Jacques Douffiagues         | UDF                      | Conseiller à la Cour des comptes Député du Loiret (1978-1981) Maire d'Orléans (1980-1988) Ministre des transports (1986-1988)                                       |
| 1992                                     | 2011         | Jean-Louis Bernard          | UDF puis UMP-RAD         | Chirurgien Maire d'Orléans (1988-1989) Député du Loiret (1993-2012) Conseiller régional du Centre (1986-1992)                                                       |
| 2011                                     | 2015         | Estelle Touzin              | EELV                     | Gérante de restaurant à Orléans |
| Les données manquantes sont à compléter. |              |                             |                          | |

### Résultats électoraux détaillés
- Élections cantonales de 2004 : Jean-Louis Bernard (UMP) est élu au 2e tour avec 51,93 % des suffrages exprimés, devant Liliane Coupez   (PRG) (48,07 %). Le taux de participation est de 58,71 % (5 671 votants sur 9 660 inscrits)[8].
- Élections cantonales de 2011 : Estelle Touzin   (VEC) est élue au 2e tour avec 50,95 % des suffrages exprimés, devant Catherine Mauroy   (UMP) (49,05 %). Le taux de participation est de 41,76 % (3 795 votants sur 9 087 inscrits)[9].

### Conseillers d'arrondissement (de 1833 à 1940)
| Période                                  | Période      | Identité                                      | Étiquette           | Qualité |
| ---------------------------------------- | ------------ | --------------------------------------------- | ------------------- | --- |
| 1833                                     | 1846 (décès) | Jean Baptiste César Moreau-Lachez (1788-1846) |                     | Propriétaire, adjoint au maire d'Orléans                                                                    |
| 1846                                     | 1848         | Alfred Pereira                                | Républicain         | Avoué à Orléans, nommé Préfet du Loiret en 1848, condamné au bagne en 1852                                  |
| 1848                                     | 1852         | M. Bernier                                    |                     | |
| 1852                                     |              | Louis-François Gastin                         |                     | Ancien avoué, juge de paix                                                                                  |
|                                          |              |                                               |                     | |
| 1877                                     |              | Georges Trutteau                              |                     | Négociant à Orléans                                                                                         |
|                                          |              |                                               |                     | |
|                                          | 1897 (décès) | Abel Édouard Angenault (1844-1897)            |                     | Sculpteur, conseiller municipal d'Orléans                                                                   |
|                                          |              |                                               |                     | |
| 1913                                     |              | Gaston Leroy                                  | Républicain         | Adjoint au maire d'Orléans                                                                                  |
| 1931                                     | 1940         | Marcel Delahais                               | Droite nationaliste | Courtier assermenté, conseiller municipal d'Orléans                                                         |
| 1940                                     |              |                                               |                     | Les conseils d'arrondissement ont été suspendus par la loi du 12 octobre 1940 et n'ont jamais été réactivés |
| Les données manquantes sont à compléter. |              |                                               |                     | |

## Géographie

### Composition
Le canton d'Orléans-Bourgogne se compose d’une fraction de la commune d'Orléans. Il compte 17 352 habitants (population municipale) au 1er janvier 2012.
| Nom                 | Code Insee | Intercommunalité  | Population (dernière pop. légale)                |
| ------------------- | ---------- | ----------------- | ------------------------------------------------ |
| Orléans (chef-lieu) | 45234      | Orléans Métropole | Fraction : 17 352(2012) Commune : 114 977 (2014) |

### Démographie
En 2012, le canton comptait 17 352 habitants.
| 1982 | 1990   | 1999   | 2006   | 2011   | 2012   |
| ---- | ------ | ------ | ------ | ------ | ------ |
| -    | 15 139 | 17 031 | 18 107 | 17 410 | 17 352 |

### Statistiques
|    | Labours | Labours | Prés | Prés | Vignes | Vignes | Bois | Bois | Divers | Divers | Total |
| -- | ------- | ------- | ---- | ---- | ------ | ------ | ---- | ---- | ------ | ------ | ----- |
| ha | %       | ha      | %    | ha   | %      | ha     | %    | ha   | %      | ha     |       |
|    |         |         |      |      |        |        |      |      |        |        |       |